# Леополд Трепер
Леопо́лд Тре́пер (на руски: Леопо́льд Тре́ппер) е съветски нелегален военен разузнавач в Западна Европа преди и през Втората световна война, евреин от Австро-Унгария / Полша.

## Биография
Роден е в еврейско семейство в Нови Тарг, Австро-Унгария (днес в Полша) на 23 февруари 1904 г.
Още млаз става комунист, развива политическа дейност в Полша, Палестина и Франция. През 1938 г., след обучение в Съветския съюз, създава съветска разузнавателна група в Белгия. През 1942 г. е арестуван от германските власти, които го смятат за организатор на предполагаемата шпионска мрежа „Червената капела“.
След края на войната остава в съветски затвор до 1955 година, след което се установява в Полша, а от 1974 година е в Израел.
Леополд Трепер умира в Йерусалим на 19 януари 1982 г.